# Atriceps
Atriceps je najjužniji otok u otočju Robertson, udaljen 5.6 km južno od jugoistočnog kraja otoka Coronation u otočju Južni Orkney na Antarktiku.

## Važno područje za ptice
BirdLife International označio je otok kao važno područje za ptice jer podržava koloniju bjelotrbih vranaca (Phalacrocorax atriceps), prema kojima je otok dobio ime 1948. – 1949. tijekom Istraživanjo Zavisnosti Falklandskih otoka, s 524 para zabilježenih 1988.